# Арсений IV
Арсений IV Йованович Шакабента (серб.  Арсениjе IV Joвановић Шакабента; Arsenije IV Jovanović Šakabenta) (1698, Печ — 18 января 1748 года, Сремски Карловци) — сербский (печский) патриарх в 1725—1737 годах.
Во время Русско-турецкой войны 1735—1739 годов, в которую в 1737 году вступила Австрия, участвовал по договоренности с Габсбургами в организации антиосманского восстания на юге Сербии, окончившегося неудачей. После отступления австрийских войск из Сербии эмигрировал в австрийские владения, где с 1741 года в качестве карловацкого митрополита возглавлял Сербскую православную церковь.